# 액틴

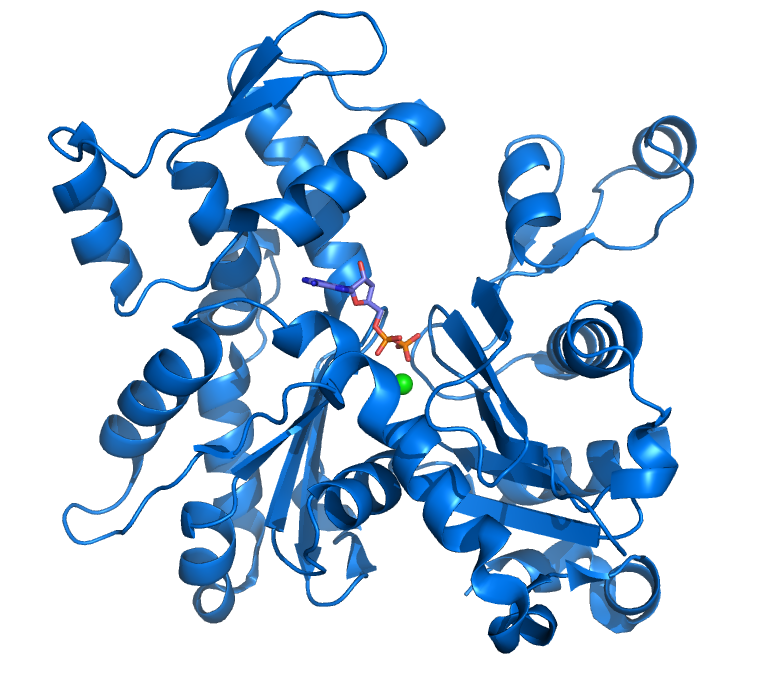

액틴(영어: actin)은 근육 단백질을 이루는 마이오신과 함께 두 가지 기본 단백질 중 하나로, 얇은 필라멘트를 이루고 있는 이중나선의 선형 단백질이다. 섬유상 구조를 가지며, 근육 이외의 세포에도 널리 분포한다. 1942년 헝가리의 F. B. 스트라우프가 먼저 발견하었던 마이오신에 ATP를 가하여 근수축이 일어나는지를 확인하였을 때 수축이 일어나지 않고, 또 다른 액틴을 가했을 때만 수축이 일어나는 것을 발견하고, 이 단백질이 마이오신에 활성을 준다는 뜻에서 액틴으로 명명되었다.

## 같이 보기
- 중간섬유
- 운동 단백질
- 신경 세포

## 참고 자료
- 네이버 지식백과 (액틴)